# Jaroslav Kantor
Jaroslav Kantor (14. října 1921 Praha – 11. května 1996 Plzeň) byl český akademický malíř, grafik a operní pěvec.

## Život
Absolvent Státní grafické školy, Uměleckoprůmyslové školy a Akademie výtvarných umění v Praze. Žák profesora Vratislava Nechleby.
Věnoval se figurální malbě a portrétům. Vynikal také v hudbě. Zpěvu se učil u Theodora Schütze. Zpočátku působil v Pražské zpěvohře. 1950–1952 sólista opery Městského divadla v Kladně, 1953–1955 Armádní opery v Praze. Poté až do roku 1977 sólista opery Divadla J. K. Tyla v Plzni. Zde vytvořil velké množství operních rolí, např. Vladislava v Daliborovi, Vodníka v Rusalce, Bohuše v Jakobínovi atd.
Rok 1921 prožil v Říši na nucených pracích. I toto období zaznamenal v podobě uměleckých děl s aktuální tematikou. Po osvobození v roce 1945 se stává studentem Akademie výtvarných umění v Praze, obor figurální kresba. Absolutorium a diplom akademického malíře získal na AVU 15. června 1949.
Jaroslav Kantor je autorem mnoha malířských děl, zejména v oblastech figurální tvorby a krajinomalby z okolí Prahy a Plzeňska.